# Home llop
En el folklore i la mitologia, un home llop o licantrop és una persona que es transforma en llop, ja sigui a propòsit utilitzant màgia o involuntàriament, a causa d'una maledicció o d'altre agent exterior. La licantropia és la malaltia associada a l'home llop.
L'origen del mite sembla molt antic, ja que l'antropòleg Robert Eisler ha trobat antropònims amb derivats de "llop" a molts pobles indoeuropeus, fet que podria denotar que aquests s'assimilaven a homes llop pel fet de ser pobles caçadors. Aquesta comparació hauria adquirit tints màgics i així haurien nascut les primeres llegendes sobre transformacions reals en home llop (s'han trobat proves d'ingesta de carn de llop com a part de rituals propiciadors de la caça). Els berserker nòrdics podrien vestir-se d'acord amb aquests ritus primitius.
El cronista medieval Gervase de Tilbury va associar la transformació amb l'aparició de la lluna plena, però aquest concepte va ser rarament associat amb l'home llop fins que la idea va ser presa pels escriptors de ficció moderna. La majoria de les referències modernes estan d'acord que un home llop pot ser assassinat si se li dispara una bala de plata, encara que això és producte de la narrativa moderna i no apareix en les llegendes tradicionals (potser ve per contaminació amb el mite del vampir).
L'home llop apareix ja a Les metamorfosis d'Ovidi i va proliferar als relats medievals, associat al diable i posteriorment a un malefici, com per exemple al conte popular Blancaneu i Rosaroja. Aquests monstres són més freqüents a Europa de l'Est i al Nord i van expandir-se cap a Occident a partir del Renaixement, on es van començar a jutjar atacs suposats d'homes llop (el canibalisme d'alguns assassins en sèrie). La superstició popular creia que alguns excomunicats es podien transformar en home llop.

Es troba també mencionat dins obres clàssiques com a Els treballs de Persiles i Sigismunda de Cervantes o algunes obres de Molière. Al Romanticisme va convertir-se en un ésser torturat, que no vol ser el que és, mentre proliferen els relats de terror que el tenen com a protagonista (i la lluna pren més relleu en la transformació). La saga juvenil de Stephenie Meyer, Crepuscle, el recull com un dels personatges principals.

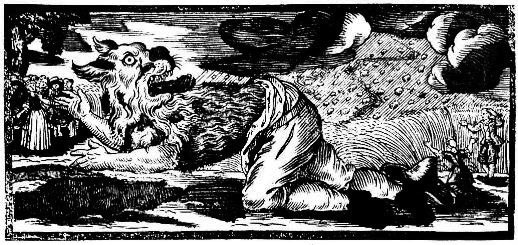
Representació en fusta d'un home llop

A Espanya, dins la història judicial només es coneix un cas de licantropia. Està recollit en el llibres esmentat en la bibliografia. Es tracta de la ressenya del judici que es va fer en la causa formada en el Jutjat de 1a Instància d'Allariz, districte de La Corunya contra Manuel Blanco Romasanta, l'Home-llop acusat de l'assassinat de 10 persones i sospitós d'haver comès altres més.
L'home llop és un clàssic del cinema de terror, amb títols com Werewolf of London (1935), The Curse of the Werewolf (1961) o Wolf (1994). La Marca del Hombre Lobo és una exitosa franquícia espanyola sobre els homes llop. Teen Wolf, per contra, torna el personatge en comèdia juvenil, amb una família que es pot transformar en llops.
La sèrie d'animació japonesa Wolf's Rain, i l'escriptor satíric Sergi Durà al seu llibre Un home llop xangainés a Dubai (2011), mostren evolucionades versions de l'home llop del tercer mil·lenni.